# Cmentarz prawosławny w Korchowie (stary)
Cmentarz prawosławny w Korchowie – zniszczona nekropolia prawosławna w Korchowie, założona najprawdopodobniej w latach 70. XIX w.

## Historia i opis
Pierwszy prawosławny, następnie unicki cmentarz powstał przy cerkwi parafialnej w Korchowie, która jest wzmiankowana źródłowo po raz pierwszy w 1531. Świątynia znajdowała się na obecnym terenie szkoły w Korchowie. Aktualnie w miejscu pierwotnego cmentarza znajduje się nowa nekropolia, użytkowana od początku XX wieku. 
Cmentarz wytyczono w latach 70. XIX w., jeszcze przed likwidacją unickiej diecezji chełmskiej; najstarszy zachowany na nim nagrobek datowany jest na r. 1873. Był użytkowany do początku XX wieku, gdy prawosławni ponownie zaczęli użytkować dawną nekropolię. W okresie, gdy ludność prawosławna przebywała na bieżeństwie (1915–1918), zarówno cerkiew, jak i cmentarz podupadły. Część nekropolii zamieniono w pastwisko, przez co pierwotne granice cmentarza nie są możliwe do ustalenia. Zachowane nagrobki są w większości porozbijane i przewrócone. W latach 80. XX wieku na terenie nieużytkowanej nekropolii wzniesiona została kaplica rzymskokatolicka.
Na początku lat 90. XX wieku na cmentarzu przetrwały fragmenty ok. 20 kamiennych nagrobków, z czego tylko dwa, uszkodzone, nadal stały, pozostałe leżały na ziemi, częściowo zasypane ziemią i rozbite. Jeden ze stojących nagrobków ma postać pnia drzewa z inskrypcją na zwoju. Zachowane fragmenty pomników to jedna pozioma płyta, prostopadłościenne postumenty, płyty dekorowane gzymsami uskokowymi oraz trójkątnymi tympanonami, z inskrypcjami cerkiewnosłowiańskimi. Teren porastają jesiony, jabłonie oraz krzewy śnieguliczki, czarnego bzu i grabiny.